# Resolució 408 del Consell de Seguretat de les Nacions Unides
La Resolució 408 del Consell de Seguretat de les Nacions Unides, fou aprovada el 26 de maig de 1977, va considerar un informe del Secretari General de les Nacions Unides sobre la Força de les Nacions Unides d'Observació de la Separació. El Consell va observar els seus esforços per establir una pau duradora i justa a l'Orient Mitjà però també va expressar la seva preocupació per l'estat de tensió vigent a la zona.
La Resolució va decidir demanar a les parts implicades que implementessin de manera immediata Resolució 338 del Consell de Seguretat de les Nacions Unides (1973), va renovar el mandat de la Força d'Observadors durant uns altres 6 mesos fins al 30 de novembre de 1977 i va demanar que el Secretari General presentés un informe sobre la situació al final d'aquest període.
La resolució es va aprovar amb 12 vots a cap; Benín, la República Popular de la Xina i Líbia no van participar en la votació.